# Germaine Van Parys
Germaine Van Parys est une photographe belge, née à Saint-Gilles le 18 avril 1893 et morte à Bruxelles le 22 février 1983.
Pionnière de la photographie et première femme photographe de presse en Belgique, elle laisse derrière elle une collection de photos historiques qu'elle a constituée entre 1918 et 1968.

## Biographie
Germaine Eberg a réalisé son rêve de jeune fille en devenant photographe professionnelle pour le quotidien belge Le Soir. Elle est ainsi devenue la première femme photographe de presse en Belgique. Pendant un demi-siècle, elle a photographié diverses scènes belges : les événements folkloriques bruxellois, le béguinage de Bruges, Albert Einstein, la famille royale, les réfugiés de guerre, les manifestations dans les palais centenaires.
Elle a épousé le photographe de presse Felix Van Parys. Entre 1940 et 1944, elle refusa les commandes des journaux sous surveillance nazie.
En 2012, une exposition rétrospective a eu lieu au Musée du Cinquantenaire. Johan Swinnen, maître de conférences en histoire de l'art à l'Université libre de Bruxelles, en était le commissaire.